# Tekovský Hrádok
Tekovský Hrádok – wieś (obec) na Słowacji położona w kraju nitrzańskim, w powiecie Levice. Pierwsze wzmianki o miejscowości pochodzą z roku 1232. 
Według danych z dnia 31 grudnia 2012, wieś zamieszkiwało 346 osób, w tym 183 kobiety i 163 mężczyzn.
W 2001 roku rozkład populacji względem narodowości i przynależności etnicznej wyglądał następująco:
- Słowacy – 42,64%
- Romowie – 0,31%
- Węgrzy – 56,44%

Ze względu na wyznawaną religię struktura mieszkańców kształtowała się w 2001 roku następująco:
- Katolicy rzymscy – 34,97%
- Grekokatolicy – 0,31%
- Ewangelicy – 8,59%
- Ateiści – 16,87%
- Nie podano – 0,31%